# Molophilus (Molophilus) hirsuticlavus
Molophilus (Molophilus) hirsuticlavus is een tweevleugelige uit de familie steltmuggen (Limoniidae). De soort komt voor in het Neotropisch gebied.